# Insignis Media
Insignis Media S.C.  — польське видавництво з офісом у Кракові, що спеціалізується на художній прозі, нон-фікшн літературі, науковій фантастиці, біографіях та інших жанрах.
Видавництво є ексклюзивним видавцем книг Джеремі Кларксона та Джеймі Олівера в Польщі. Також під маркою Insignis виходять книги Дмитра Глуховського — російського письменника, автора «Метро 2033» та творця серії «Всесвіт Метро 2033», — а також Майкла Пеліна, одного з учасників комік-групи Монті Пайтон і мандрівника. 
У 2011 році Insignis видало біографію засновника компанії Apple Стіва Джобса, написану Волтером Айзексоном. 
20 червня 2024 року видавництво офіційно оголосило про намір видати польською мовою роман «Колонія» українського письменника Макса Кідрука, назвавши його «opus magnum» письменника та «по-справжньому неймовірною річчю».